# Rabo Liv Women Cycling Team/Saison 2015
Dieser Artikel listet den Kader und die Erfolge des Rabo Liv Women Cycling Teams in der Straßenradsport-Saison 2015.

## Team
| Fahrer                 | Geburtsdatum       | Nationalität |
| ---------------------- | ------------------ | ------------ |
| Lucinda Brand          | 2. Juli 1989       | Niederlande  |
| Thalita de Jong        | 6. November 1993   | Niederlande  |
| Pauline Ferrand-Prévot | 10. Februar 1992   | Frankreich   |
| Shara Gillow           | 23. Dezember 1987  | Australien   |
| Anna Knauer            | 20. Februar 1995   | Deutschland  |
| Roxane Knetemann       | 1. April 1987      | Niederlande  |
| Anouska Koster         | 20. August 1993    | Niederlande  |
| Katarzyna Niewiadoma   | 29. September 1994 | Polen        |
| Moniek Tenniglo        | 2. Mai 1988        | Niederlande  |
| Anna van der Breggen   | 18. April 1990     | Niederlande  |
| Marianne Vos           | 13. Mai 1987       | Niederlande  |

## Erfolge
| Datum         | Rennen                                         | Kat. | Siegerin               |
| ------------- | ---------------------------------------------- | ---- | ---------------------- |
| 8. Januar     | Australische Zeitfahrmeisterschaft             | CN   | Shara Gillow           |
| 28. Februar   | Omloop Het Nieuwsblad                          | 1.2  | Anna van der Breggen   |
| 8. April      | Prolog Energiewacht Tour                       | 2.2  | Anna van der Breggen   |
| 10. April     | 2b. Etappe Energiewacht Tour                   | 2.2  | Lucinda Brand          |
| 12. April     | 4. Etappe Energiewacht Tour                    | 2.2  | Anna van der Breggen   |
| 22. April     | La Flèche Wallonne                             | CDM  | Anna van der Breggen   |
| 1. Mai        | Prolog Grand Prix Elsy Jacobs                  | 2.1  | Anna van der Breggen   |
| 1.–3. Mai     | Gesamtwertung Grand Prix Elsy Jacobs           | 2.1  | Anna van der Breggen   |
| 14. Juni      | Frauen GP Gippingen                            | 1.2. | Anouska Koster         |
| 10.–14. Juni  | Gesamtwertung Emakumeen Euskal Bira            | 2.1  | Katarzyna Niewiadoma   |
| 24. Juni      | Niederländische Zeitfahrmeisterschaften        | CN   | Anna van der Breggen   |
| 27. Juni      | Niederländische Straßenmeisterschaften         | CN   | Lucinda Brand          |
| 27. Juni      | Französische Straßenmeisterschaften            | CN   | Pauline Ferrand-Prévot |
| 6. Juli       | 3. Etappe Giro d’Italia Femminile              | 2.1  | Lucinda Brand          |
| 8. Juli       | 5. Etappe Giro d’Italia Femminile              | 2.1  | Pauline Ferrand-Prévot |
| 10. Juli      | 7. Etappe Giro d’Italia Femminile              | 2.1  | Lucinda Brand          |
| 11. Juli      | 8. Etappe Giro d’Italia Femminile              | 2.1  | Anna van der Breggen   |
| 3.–12. Juli   | Gesamtwertung Giro d’Italia Femminile          | 2.1  | Anna van der Breggen   |
| 26. Juli      | La Course by Le Tour de France                 | 1.1  | Anna van der Breggen   |
| 1. August     | Erpe-Mere                                      | 1.2  | Thalita de Jong        |
| 21. August    | Open de Suède Vårgårda – Mannschaftszeitfahren | CDM  | Rabo Liv               |
| 6. September  | 6. Etappe Boels Rental Ladies Tour             | 2.1  | Thalita de Jong        |
| 11. September | 4. Etappe Lotto Belgium Tour                   | 2.2  | Anna van der Breggen   |